# Монголија на Светском првенству у атлетици у дворани 2016.
Монголија је учествовала на 16. Светском првенству у атлетици у дворани 2016. одржаном у Портланду од 17. до 20. марта четврти пут. Репрезентацију Монголије представљао је 1 такмичар који се такмичио у трци на 60 метара.,
На овом првенству такмичар Монголије није освојио ниједну медаљу али је оборио лични рекорд.

## Учесници
Мушкарци:
- Shinebayar Damdinchimeg — 60 м

## Резултати

### Мушкарци
| Атлетичар               | Дисциплина | Лични рекорд | Квалификације | Квалификације | Полуфинале           | Полуфинале           | Финале               | Финале       | Детаљи |
| Атлетичар               | Дисциплина | Лични рекорд | Резултат      | Место         | Резултат             | Место                | Резултат             | Место        | Детаљи |
| ----------------------- | ---------- | ------------ | ------------- | ------------- | -------------------- | -------------------- | -------------------- | ------------ | ------ |
| Shinebayar Damdinchimeg | 60 м       |              | 7,02 ЛР       | 6. у гр. 2    | Није се квалификовао | Није се квалификовао | Није се квалификовао | 47 / 53 (56) |        |